# Power from the Air
Power from the Air ist ein Jazzalbum von Brian Charette. Die im Dezember 2019 entstandenen Aufnahmen erschienen 2021 auf SteepleChase Records.

## Hintergrund
Das Album Power from the Air ist die dritte SteepleChase-Veröffentlichung von Brian Charettes Orgel-Sextett – und seine 19. Veröffentlichung insgesamt. Brian Charette spielte mit dem Flötisten Itai Kriss, dem Altsaxophonisten Mike DiRubbo, dem Tenorsaxophonisten Kenny Brooks, dem Bassklarinettisten Karel Růžička junior und mit Brian Fishler am Schlagzeug. Neben Charette-Eigenkompositionen spielte das Sextett auch der Standard „Harlem Nocturne“ von 1939 und die klassische Bop-Hymne „Cherokee“

## Titelliste
- Brian Charette: Power from the Air (SteepleChase)

1. Fried Birds
2. As if to Say
3. Harlem Nocturne (Earle Hagen, Dick Rogers)
4. Silver Lining
5. Elephant Memory
6. Power from the Air
7. Cherokee (Ray Noble)
8. Want
9. Frenzy
10. Low Tide

Sofern nicht anders angegeben, stammen alle Kompositionen von Brian Charette.

## Rezeption
Ken Micallef schrieb in JazzTimes, auch wenn Charette an einer schaumig-modernen Version einer Hammond B-3 sitze, mit der auch Jimmy McGriff und Jack McDuff arbeiteten, wirke Power from the Air zunächst wie eine Explosion von einer „Grits-and-Sauce-Güte“, nur um dann in dissonanten Ensemble-Abschnitten ins Wanken zu geraten. Das sei der unbestreitbare, wenn auch skurrile Charme des Albums. Brian Charette schlage weiterhin Löcher in den Himmel der Jazztradition, so der Autor.

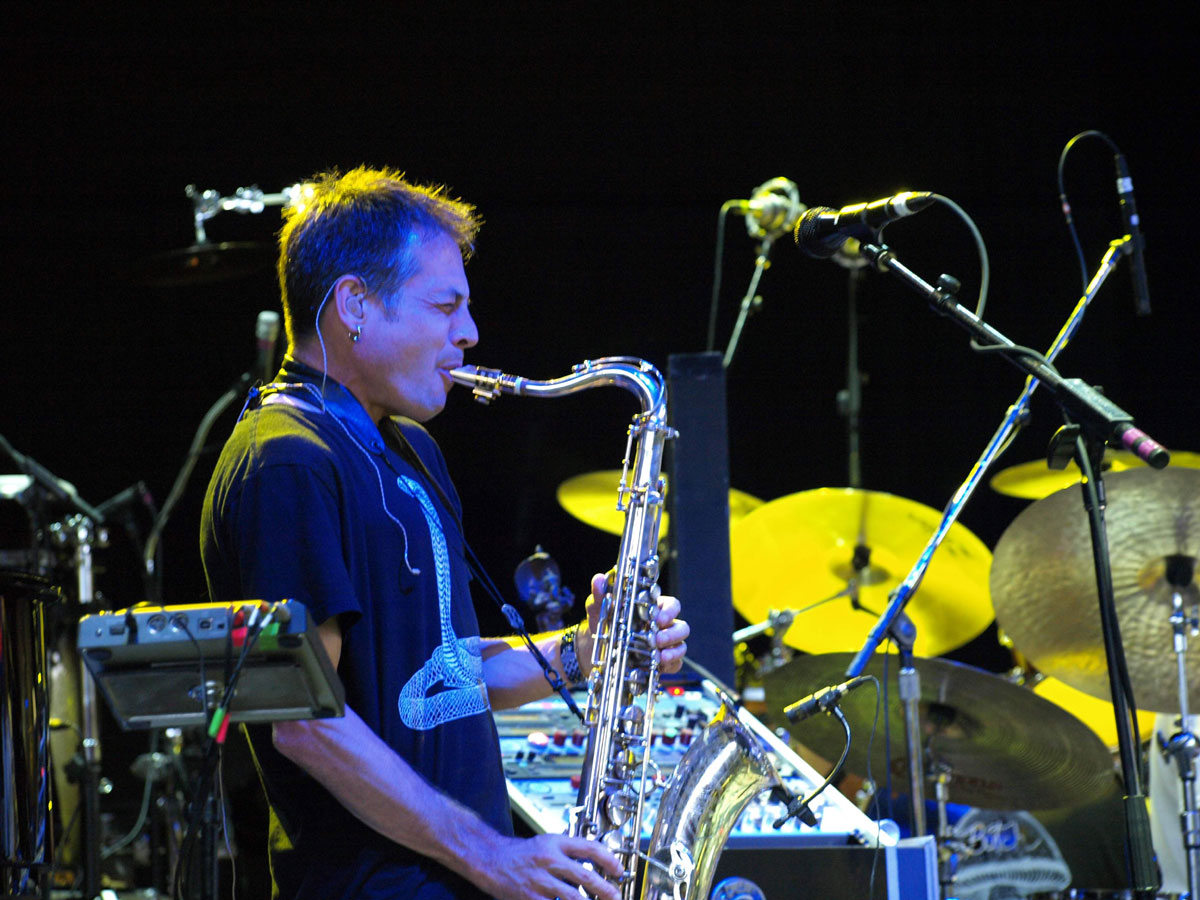
Kenny Brooks bei einem Auftritt im RatDog PNC Bank Arts Center in Holmdel, New Jersey. 2009

Debbie Burke schrieb in ihrem Blog, der Organist habe die Leistung in Songs wie „Harlem Nocturne“ gesteigert – frech, bläserlastig und mit einem boshaften Zug (und ein paar unerwarteten Beiträgen von der Flöte). „Want“ zeige einen spielerischen Kontrapunkt mit einem fantastischen, geschichteten Groove vom Schlagzeug in einem Song, der einen kalt und mittendrin fallen lasse und von einer Bridge in ein anderes Gebiet abbiege. „Frenzy“ werde von hochfliegenden Melodien, leichten, coolen Beats und einem sehr leckeren Solo aus den schwülen Saxophonen angeregt, die die Dinge in Bewegung halten. Die Hauptstärken dieses Ensembles bestünden aus seinen dichten Harmonien und ansteckenden Tempi.
Nach Ansicht von S. Victor Aaron (Something Else!) habe anscheinend bereits die erste Platte des Sextetts von 2012, Music for Organ Sextette, ihre eigenen Regeln für die Kombination der Groove-Elemente einer Hammond B3 und des Schlagzeugs mit dem Swing einer großen Gruppe von Holzbläsern aufgestellt. Die Entwicklung von Charettes Bläserarrangements zeige sich auf Tracks wie „Power from the Air“, in dem es reichhaltige Harmonien im Head-Arrangement gebe, die den Orgelpart gut ergänzen würden. Ein weniger kraftvolles, dafür subtileres Brian-Charette-Orgelsextett habe neben vielen alten seine eigenen und neuen Reize, resümiert Aaron. Die Entwicklung von Charettes bestem Ensemble komme mit Power from the Air gut voran.
Brian Morton schrieb im Down Beat, Charrette könne zwar bestens grooven, war aber geichzeizig auf der Suche nach einem neuen Sound, dem einer vom Bläsern angetriebenen Kammergruppe, die den improvisierten Linien der Orgel einen vielschichtigen, subtilen Hintergrund biete. Er verwendete Dissonanzen mit immenser Intelligenz, halte eine Linie gegen die Begleitung, bis es sicher scheint, dass er sich verirrt habe, nur um sie perfekt aufs Stichwort zurückzuführen. Abwechselnde Einzelnotenlinien mit mehrdeutigen Clustern würden es ihm ermöglichen, die technische Bandbreite des Instruments voll auszuschöpfen.